# Motloli Mothepu
Motloli Kevin Mothepu (ur. 10 lutego 1983 w Maseru) – lesotyjski koszykarz, uczestnik Mistrzostw Afryki 2005.
W 2005 roku wziął udział w Mistrzostwach Afryki, gdzie reprezentacja Lesotho odpadła już po rundzie eliminacyjnej. Podczas tego turnieju wystąpił w czterech meczach, w których zdobył tylko jeden punkt (przeciwko reprezentacji Mozambiku). Zanotował także jeden przechwyt i dwie zbiórki defensywne. Ponadto ma na swym koncie siedem strat. W sumie na parkiecie spędził około 31 minut.